# Floral Flowlove
Floral Flowlove (フローラル・フローラブ?) è una visual novel giapponese per adulti pubblicata per PC nel 2016 da Saga Planets. È stata ripubblicata nel 2018 da Entergram per PlayStation Vita e PlayStation 4 in un'edizione accessibile a una fascia d'età leggermente più ampia, dai 17 anni in su.

## Doppiaggio
- Eriko Nakamura – Kano Mihato
- Mai Ishihara – Nanao Tokisaka
- Mai Gotō – Kohane Tsubaki
- Hotori Asami – Adelheid von Bergstrasse
- Natsumi Takamori – Riku Saisu
- Ai Shimizu – Sū Aoi